# Johannisberg (Penzberg)
Johannisberg ist ein Gemeindeteil der  Stadt Penzberg im oberbayerischen Landkreis Weilheim-Schongau. Das Dorf liegt circa einen Kilometer südwestlich vom Penzberger Stadtkern, ist mit diesem heute jedoch durch durchgehende Bebauung verbunden.
Ungefähr 300 Meter südlich von Johannisberg liegt der Riederner Weiher (Zwinkweiher), in gleicher Entfernung nördlich das Breitfilz.

## Geschichte
Der ursprüngliche Weiler Johannisberg entstand in den Jahren 1870 bis 1875 im Bereich der heutigen Straße Johannisberg. Sie entwickelte sich als Ansiedlung von Arbeitern des Penzberger Bergwerks um einen Hof, der in einer Karte von 1721 als „Albetshof“ bezeichnet wurde. Im Amtsblatt des Kgl. Staatsministerium des Innern vom 5. August 1876 wurde bekanntgegeben, dass König Ludwig II. genehmigte, dass der „im Gemeindebezirk Sindelsdorf neu entstandene Weiler den Namen ‚Johannisberg‘ annehme und fortan führe“.
Im Jahr 1937 erfolgte die Umgemeindung nach Penzberg.
| Jahr | Einwohner | Wohngebäude |
| ---- | --------- | ----------- |
| 1950 | 303       | 46          |
| 1961 | 72        | 12          |
| 1966 | 235       |             |
| 1970 | 63        |             |
| 1987 | 187       | 50          |